# هارولد بلوم جاك
هارولد بلوم جاك (بالإنجليزية: Harold Jack Bloom)‏ (و. 1924 – 1999 م) هو كاتب سيناريو، منتج تلفزيوني من الولايات المتحدة الأمريكية ولد في مدينة نيويورك.

## روابط خارجية
- هارولد بلوم جاك على موقع IMDb (الإنجليزية)
- هارولد بلوم جاك على موقع ألو سيني (الفرنسية)
- هارولد بلوم جاك على موقع أول موفي (الإنجليزية)
- هارولد بلوم جاك على موقع قاعدة بيانات الأفلام السويدية (السويدية)
- هارولد بلوم جاك على موقع قاعدة بيانات الأفلام السويدية (السويدية)
- هارولد بلوم جاك على موقع قاعدة بيانات الفيلم (الإنجليزية)
- هارولد بلوم جاك على موقع كينوبويسك (الروسية)